# ابن شرف القيرواني
هو أبو عبيد الله محمد بن أبي سعيد بن شرف الجذامي القيرواني (390-460 هـ/999-1067 م)، شاعر وأديب.
ولد بالقيروان سنة 388 هـ ونشأ بها. ودرس الفقه على أيدي أبي عمران الفاسي وأبي الحسن القابسي وتعلم على أيدي أبي إسحاق إبراهيم الحصري وسائر أساتذة القيروان في العهد الزيري. قرّبه الأمير الصنهاجي المعز بن باديس فأصبح من أهم شعراء البلاط وأبرز أعلام المدرسة الشعرية القيروانية. قال فيه ابن الدباغ:
| ابن شرف القيرواني | الأديب الفاضل، أحد من نظم قلائد الآداب وجمع أشتات الصواب، وتلاعب بالمنثور والموزون تلاعب الرياح بأطراف الغصون | ابن شرف القيرواني |

غادر ابن شرف القيروان بعد خرابها على اثر الزحفة الهلاليّة فأنتقل إلى المهديّة ثم صقليّة إلاّ أنّه لم يطب له المقام بها فأنتقل إلى الأندلس وكانت وفاته بطليطلة سنة 460 هـ/1067م.
له عدّة مؤلفات، أهمها:
1. أبكار الأفكار: يقول عنه ابن دحيه: «في سفرين، اختراع كلّه في الحكم والأمثال والنظم والنثر» ويقول عنه ياقوت: «جمع فيه ما أختاره من شعره ونثره». ولم يحدد حجمه
2. أعلام الكلام: أهداه للمعتضد بن عباد وأجازه عليه، ويقول عنه ابن دحية «مخترع كلّه» ومن جملة ما احتواه هذا الكتاب مجموعة من مقاماته، جلب منها صاحب الذخيرة مقامتين، منها مقامته الشهيرة في الشعراء، كما ساق ابن بسام مجموعة صالحة من نصوص هذا التأليف.
3. مسائل الانتقاد: ويسميها ياقوت: «رسالة الانتقاد».
4. ديوان شعره: يذكر ابن دحية أنه في خمسة مجلّدات. وذكره ياقوت في معجم الأدباء ولم يحدد حجمه. وقد احتفظت كتب الأدب والتراجم بمجموعة مهمّة من شعره تبلغ الآن أكثر من ستمائة بيت، وأول من تولّى جمع طائفة منه ح.ح عبد الوهاب في مقدّمة نشرته لمسائل الانتقاد من ص 300-311، ثم جمع منه عبد العزيز الميمني في " النتف من شعر ابن رشيق وزميله ابن شرف" قطعة صالحة، ثم جمعه حسن ذكرى حسن تحت عنوان ديوان ابن شرف القيرواني"، ونشرته في القاهرة، مكتبة الكليات الأزهرية سنة 1983
5. ذيل تاريخ الرقيق.